# Eielson Air Force Base
Eielson Air Force Base o Eielson AFB (IATA: EIL, ICAO: PAEI, FAA LID: EIL) è una base militare della United States Air Force situata negli Stati Uniti d'America, in particolare in Alaska nel Borough di Fairbanks North Star.
Scott Air Force Base è classificata come census-designated place ed è attiva dal 1941.